# Reflexkettentheorie
Reflexketten (auch: Kettenreflexe) wurden in der Zeit um 1900 vielfach als Ursache für komplizierte Bewegungsabfolgen angesehen. Die Vertreter der Reflexkettentheorie (sie selbst nannten ihr Konzept zur Deutung von Verhalten auch Reflexologie) vertraten die Ansicht, dass ein bestimmter Reiz eine Erregung von bestimmten Nervenzellen auslöst, die über eine festgelegte Bahn (Reflexbogen) geleitet wird und schließlich eine bestimmte Bewegung auslöst. Diese Bewegung wurde als Reiz für das Auslösen des nächsten Reflexes gedeutet.
Der bekannteste Vertreter der Reflexkettentheorie war Wladimir Bechterew, der in den 1920er-Jahren aufgrund seiner Studien über die männlichen Sexualreflexe in Fachkreisen großes Ansehen genoss. Er unterschied primäre (ererbte) und höhere (assoziierte) Reflexe. Diese höheren Reflexe werden heute, in Anlehnung an den Sprachgebrauch von Iwan Petrowitsch Pawlow, als bedingte Reflexe bezeichnet. Auch der britische Neurophysiologe Charles Scott Sherrington war ein prononcierter Verfechter der „Reflexologie“.
Gegen die Reflexkettentheorie wandten sich vor allem die Vertreter der klassischen vergleichenden Verhaltensforschung (Ethologie). Deren Instinkttheorie brachte (als Ergänzung zu den relativ starren, stets gleichartig anmutenden – reflexartigen – Bewegungsabfolgen) zusätzlich u. a. spontane innere Zustandsänderungen (Handlungsbereitschaften) ins Spiel. Vorreiter in Deutschland war hier vor allem Erich von Holst. Widerlegt wurde die Reflexkettentheorie des Verhaltens im Jahr 1935 durch Konrad Lorenz, der in seiner Schrift Der Kumpan in der Umwelt des Vogels den Blick auf externe – von ihm als Schlüsselreize bezeichnete – Einwirkungen lenkte.

## Belege
1. ↑  Wladimir Bechterew: Die kollektive Reflexologie. Halle 1928.
2. ↑  Konrad Lorenz: Der Kumpan in der Umwelt des Vogels. In: Journal für Ornithologie. Band 83, Nr. 2–3, 1935, S. 137–215 und S. 289–413, doi:10.1007/BF01905355.
Volker Schurig: Die Widerlegung der Reflexkettentheorie des Verhaltens (1935) und ihre Folgen für die biologische Wissenschaftsentwicklung. In: Biologisches Zentralblatt. Band 113, Nr. 2, 1994, S. 275–282.